# Laaghuismolen
De Laaghuismolen of Hoogmolen is een monumentale voormalige watermolen in Venlo in de Nederlandse provincie Limburg.

## Historie
Op een kaart van Jacob van Deventer uit circa 1545 is de Hoogmolen al ingetekend. Hij dateert dus van voor die tijd. Oorspronkelijk werd de molen gevoed door de Hoogmolenbeek die vroeger in het Bultenven ontsprong.
In de 18e eeuw werd de Hoogmolen ook Poell's molen genoemd. In 1794 werd hij door het garnizoen van Venlo in brand gestoken uit vrees voor een aanval van de Franse troepen. Toen de Fransen Venlo verlieten werd de molen weer opgebouwd. Na 1807 werd de molen definitief stilgelegd omdat de loop van de beek werd verlegd.
Het is onduidelijk waar het schoepenrad is gebleven. Zeker is dat de molen in de 19e eeuw dienst deed als hoeve. Hij werd in 1989-1991 volledig gerestaureerd en in gebruik genomen als kantoor.